# 파 (종)

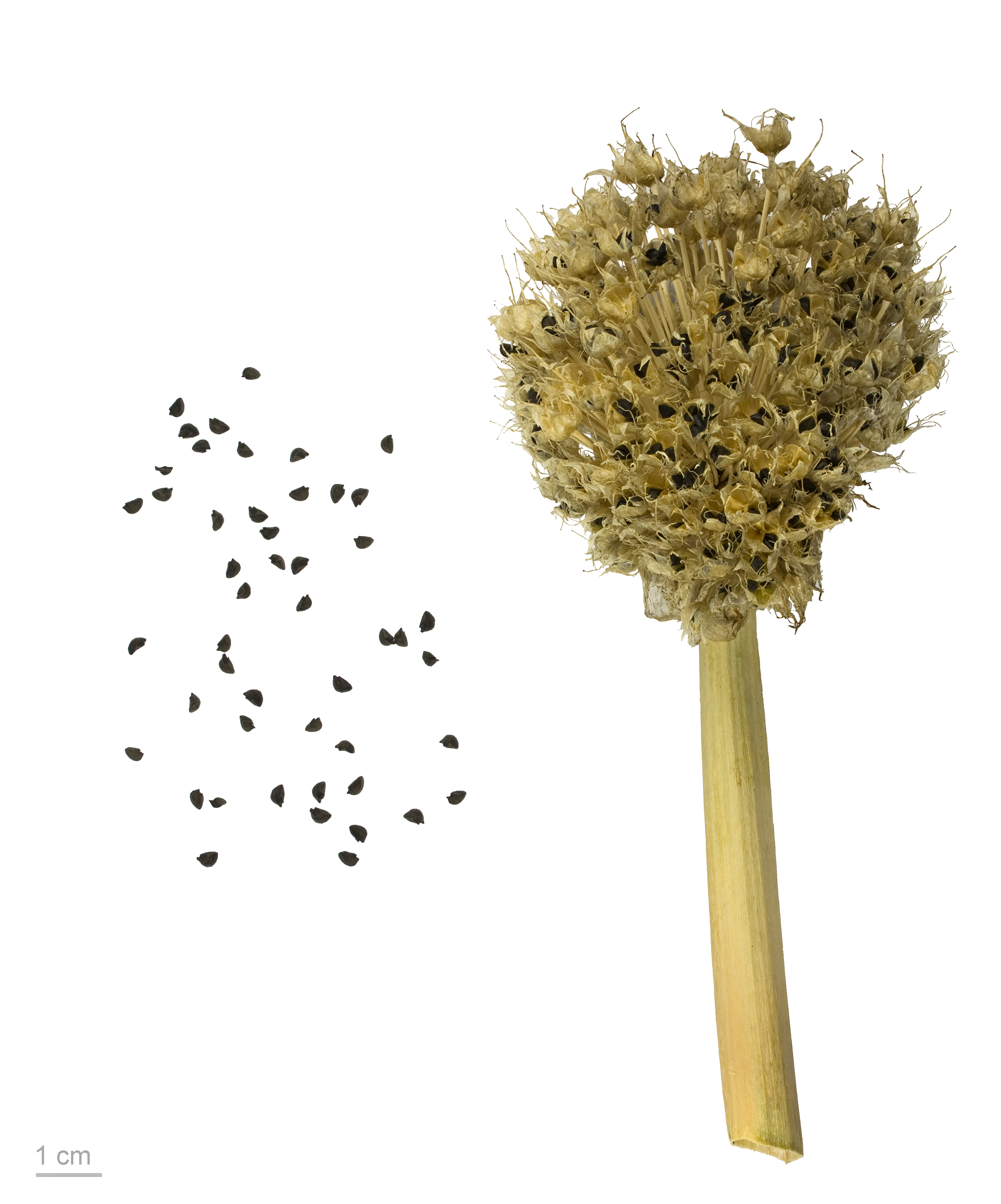
Allium fistulosum

파(영어: welsh onion, 학명: Allium fistulosum)는 수선화과의 부추아과로써, 여러해살이 식물이다. 원산지가 중국 서부로 추정되며, 동양에서는 옛날부터 중요한 채소로 재배하고 있으나 서양에서는 거의 재배하지 않는다.

## 생태
비늘줄기는 그리 굵어지지 않고 수염뿌리가 밑에서 사방으로 퍼진다. 잎과 꽃줄기는 속이 비어 있고 평활하며 약간의 백색을 띤다. 초여름에 높이 70cm 정도의 꽃줄기 끝에 백색 꽃이 많이 달린다. 꽃이삭은 처음에 난원형으로 끝이 뾰족하며 총포에 싸여 있으나 개화기에는 총포가 터져서 구형을 이룬다.

## 품종
파의 품종은 대체로 3개의 생태형 즉 한지형의 줄기파(여름파), 난지형의 잎파(겨울파) 및 중간형의 겸용파로 나눌 수 있다. 한지형은 내한성이 강하며 식물체가 크고 잎집부가 길어서 연백재배에 적당하다. 난지형은 내서성이 강하고 식물체가 가늘고 길며 잎집부가 짧아 잎파로 재배된다. 중간형은 양자의 중간형으로서 겸용파로 재배된다. 내한성·내서성이 강하며, 추운 지방에서는 봄에 종자를 뿌려서 여름에 생육시켜 가을부터 초겨울에 수확하고, 더운 지방에서는 가을에 종자를 뿌려서 겨울에 생육시켜 이듬해 봄에 수확하는데, 일반적으로 늦가을 또는 초봄에 파종하여 가을부터 겨울에 걸쳐 수확한다.
잎의 수가 많은 계통을 연화재배한 것을 대파 또는 움파라고 하며, 노지에 재배하여 잎의 수가 적고 굵기가 가는 것을 실파라고 한다.

## 한국의 재배지 및 재배 역사
고려 시대 이전에 중국을 통해 한국에 전파되었다고 짐작된다. 추위와 더위에 잘 견디는 특성이 있어 한국 전역에서 재배되고 있으며, 특히 부산광역시 강서구 명지 일대가 파 재배지로 유명하고, 전라남도 해안 지방(신안군 자은면, 임자면) 및 충청남도 아산에서도 많이 재배되고 있다.

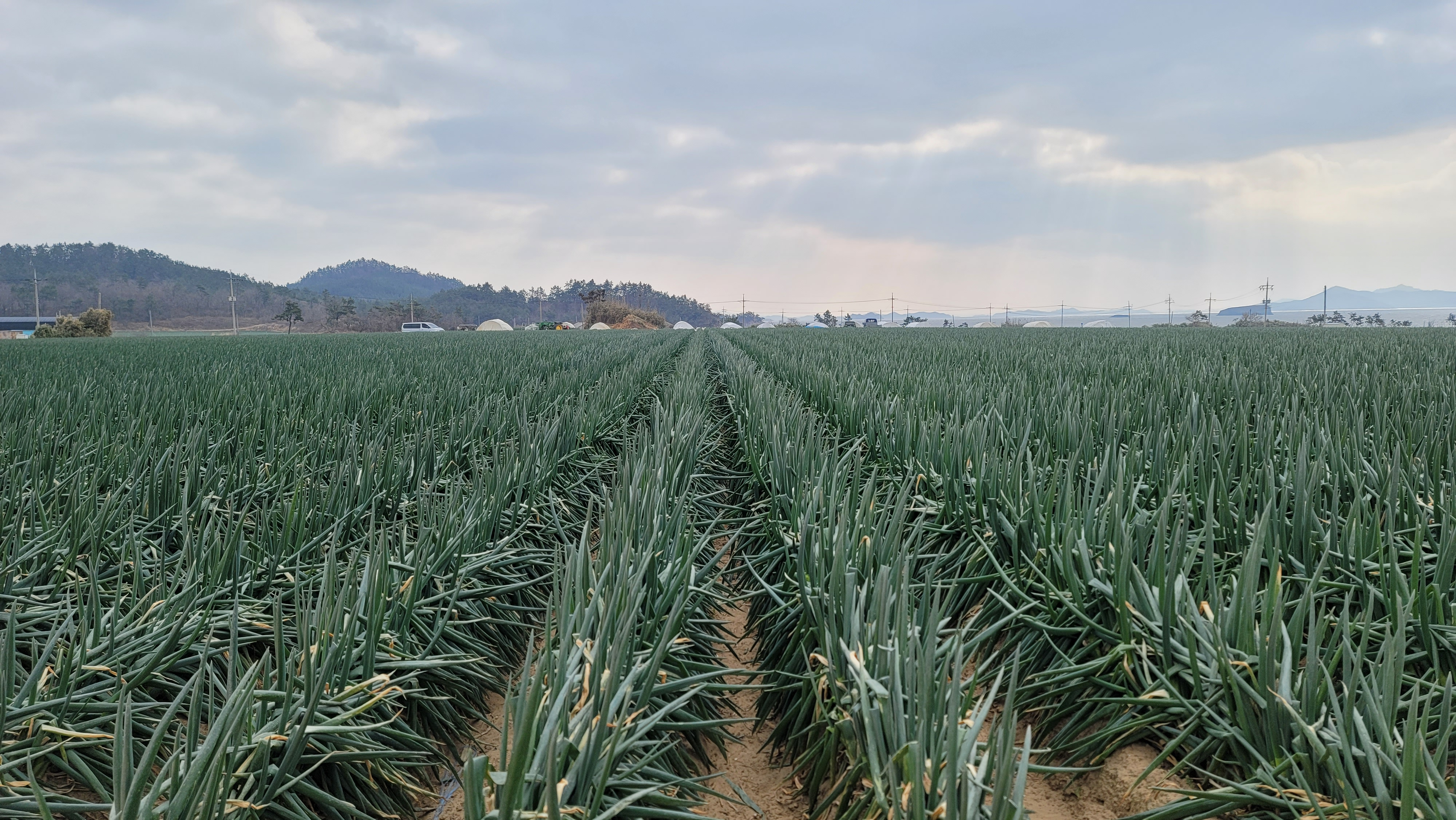
신안 겨울대파

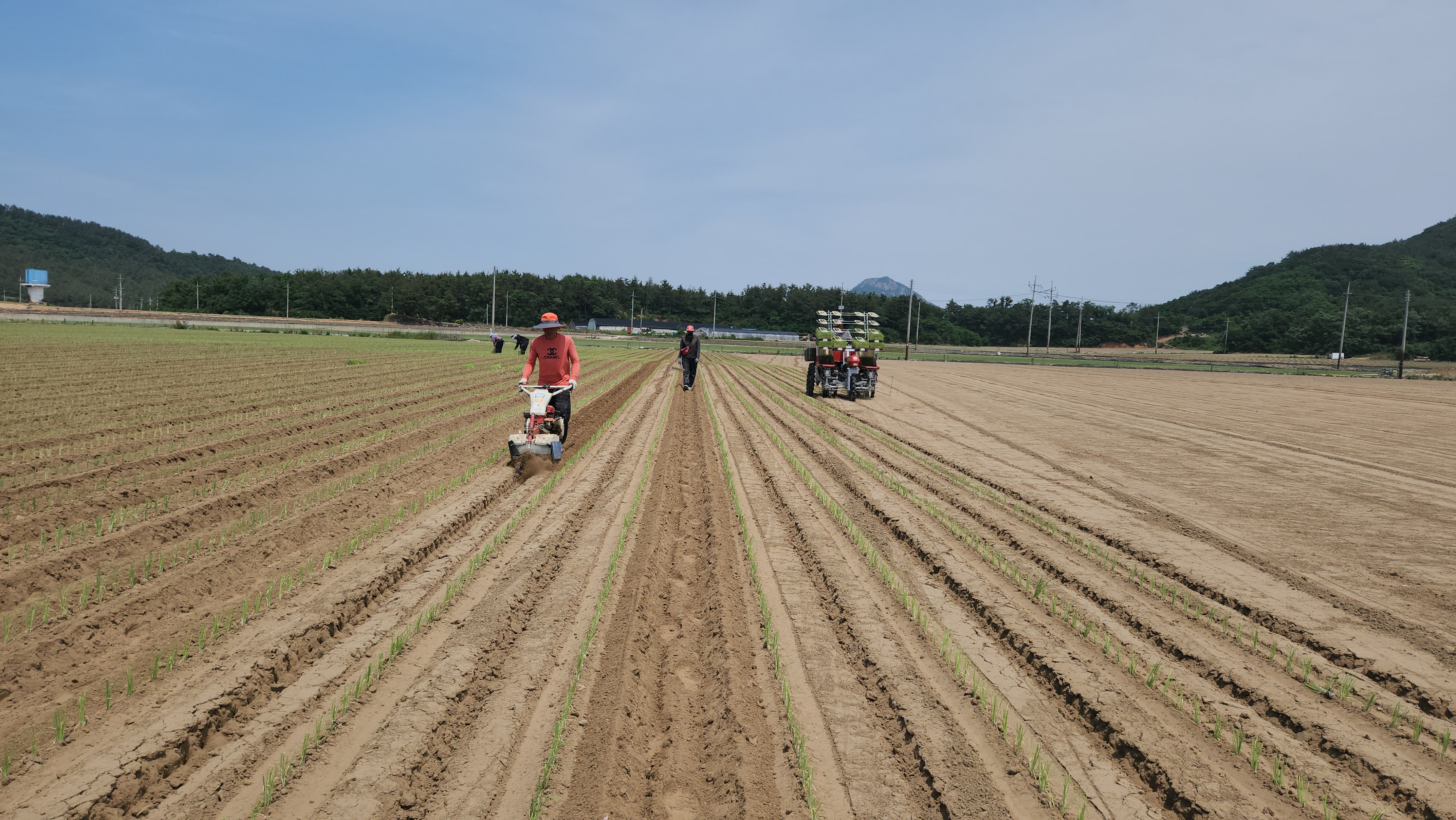
신안 대파

## 쓰임새
파에는 칼슘·염분·비타민 등이 많고 특이한 향취가 있어서 생식·약용 및 요리에 널리 쓰인다. 마늘과 함께 한국 요리의 주요 양념 재료이다.

### 파를 이용한 한국 음식
- 파강회: 끓는 물에 데친 실파를 여러 재료에 감아서 만든 음식이다.
- 파전: 파와 해물을 위에 묽은 밀가루나 쌀가루 반죽을 부어 노릇하게 지진 음식이다. 부산광역시 동래 지역의 파전이 특히 유명하다.
- 실파장국: 쇠고기 육수에 실파를 썰어 넣고 달걀을 푼 맑은 장국이다.
- 집산적: 실파를 이용한 경상도 향토 음식이다. 실파를 소금에 절여서 물기를 빼고 파강회처럼 상투 모양으로 틀어서 양념한 쇠고기와 꼬치에 번갈아 꿰어 간을 한 밀가루즙에 담갔다가 지진 음식이다.
- 파나물: 연한 실파나 움파를 데쳐서 볶은 쇠고기와 함께 무친 음식이다. 식초를 약간 넣어 신맛을 내는 경우가 많다.
- 파장아찌
- 파김치

## 사진

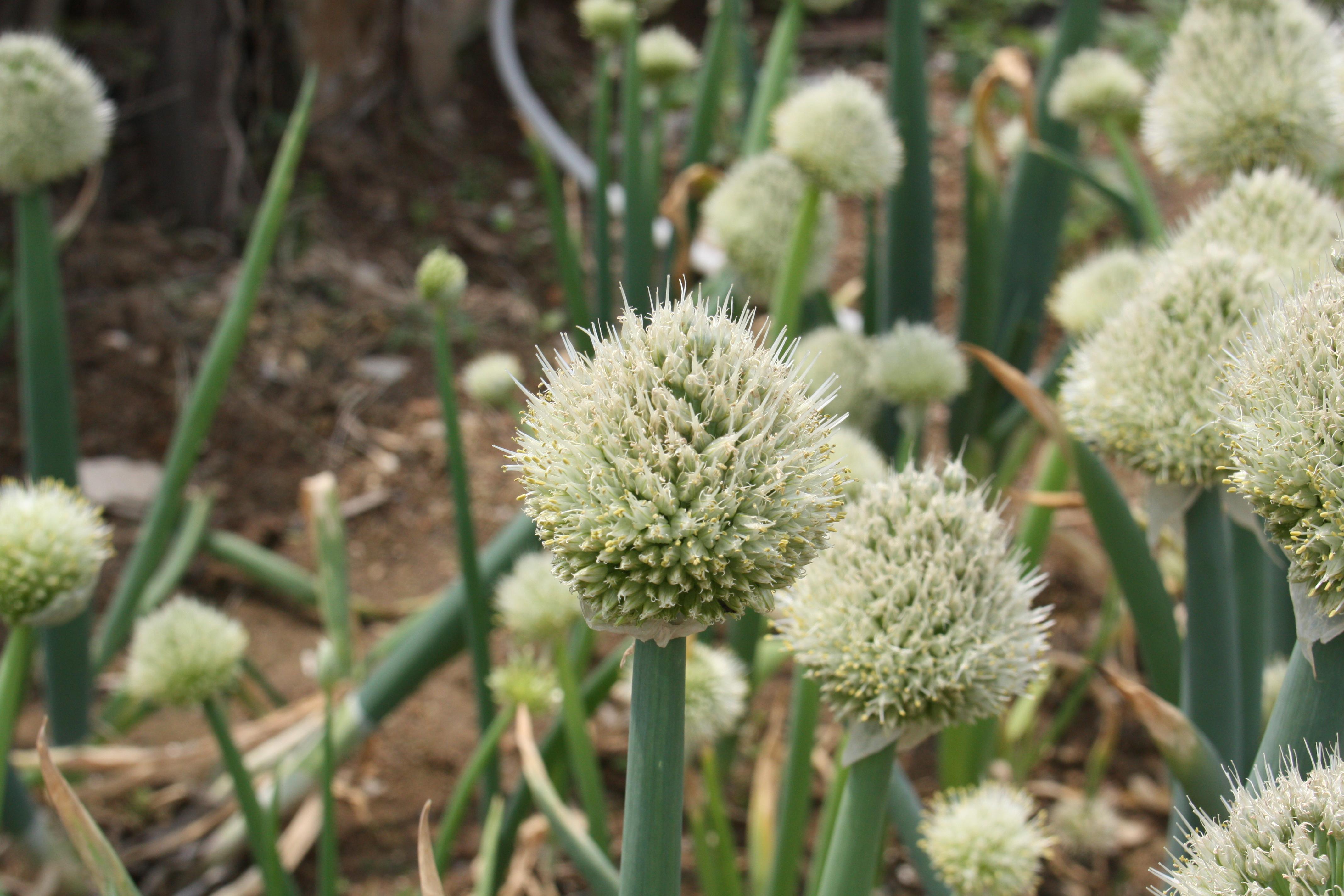
꽃
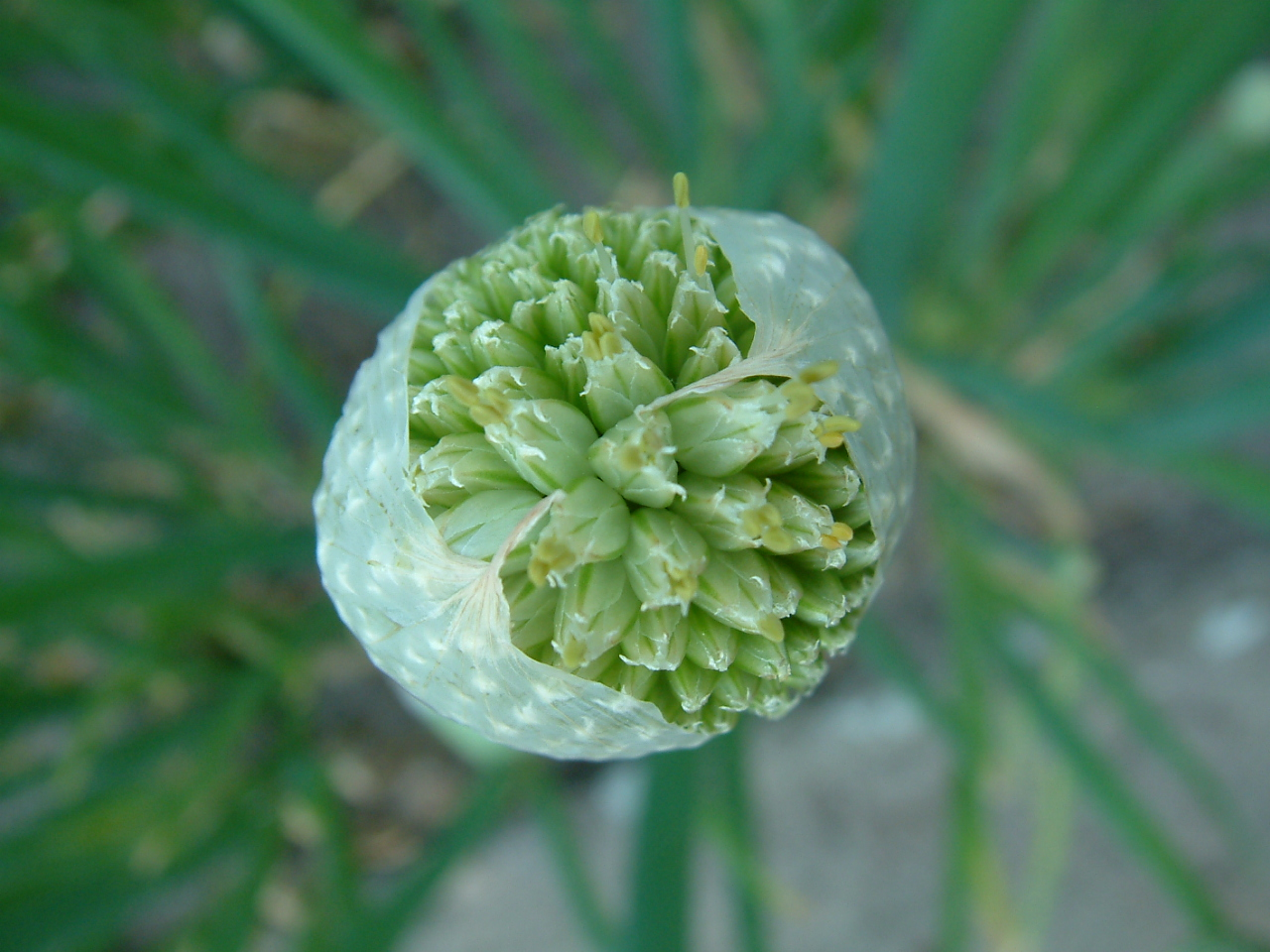
꽃봉오리
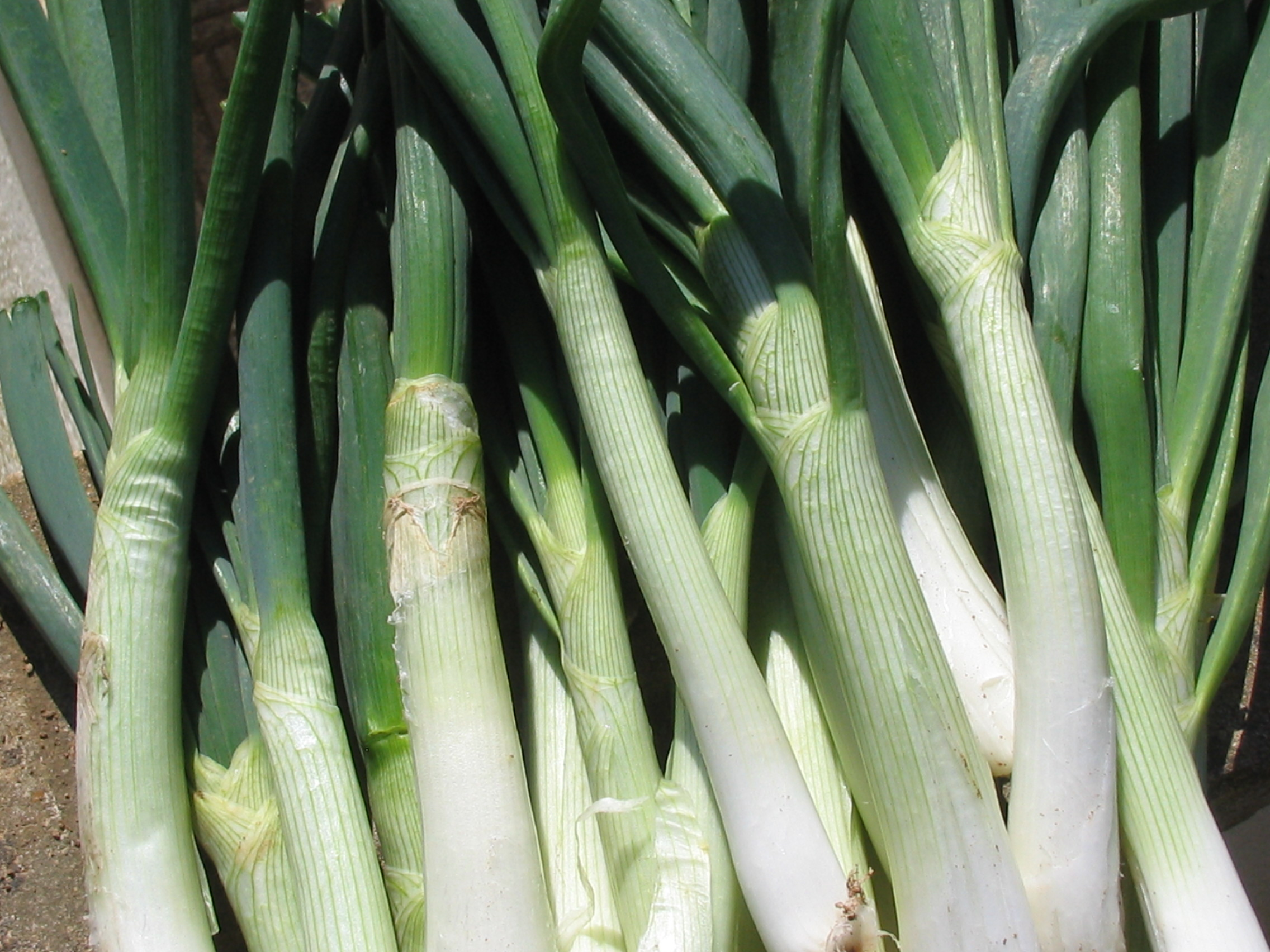
줄기
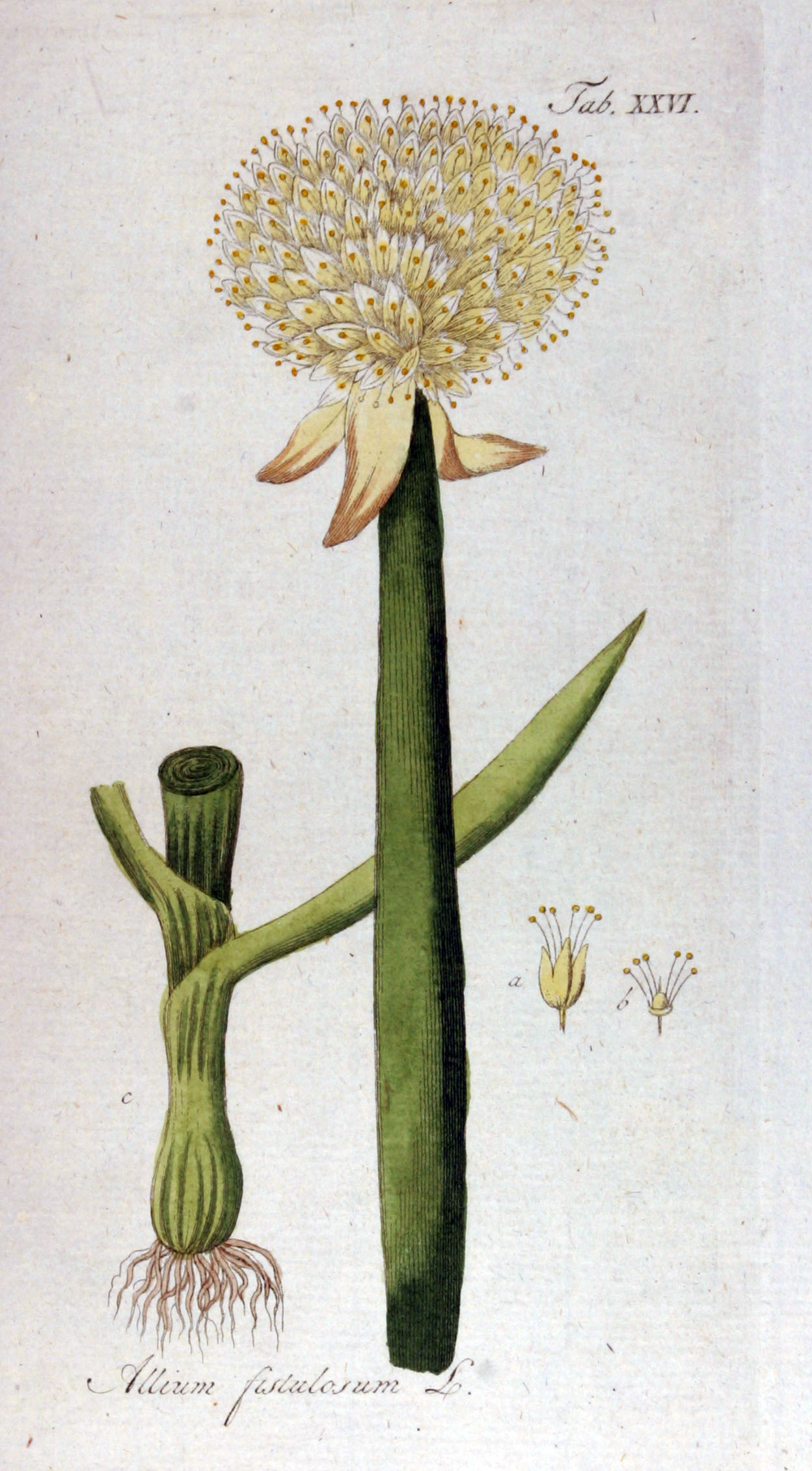
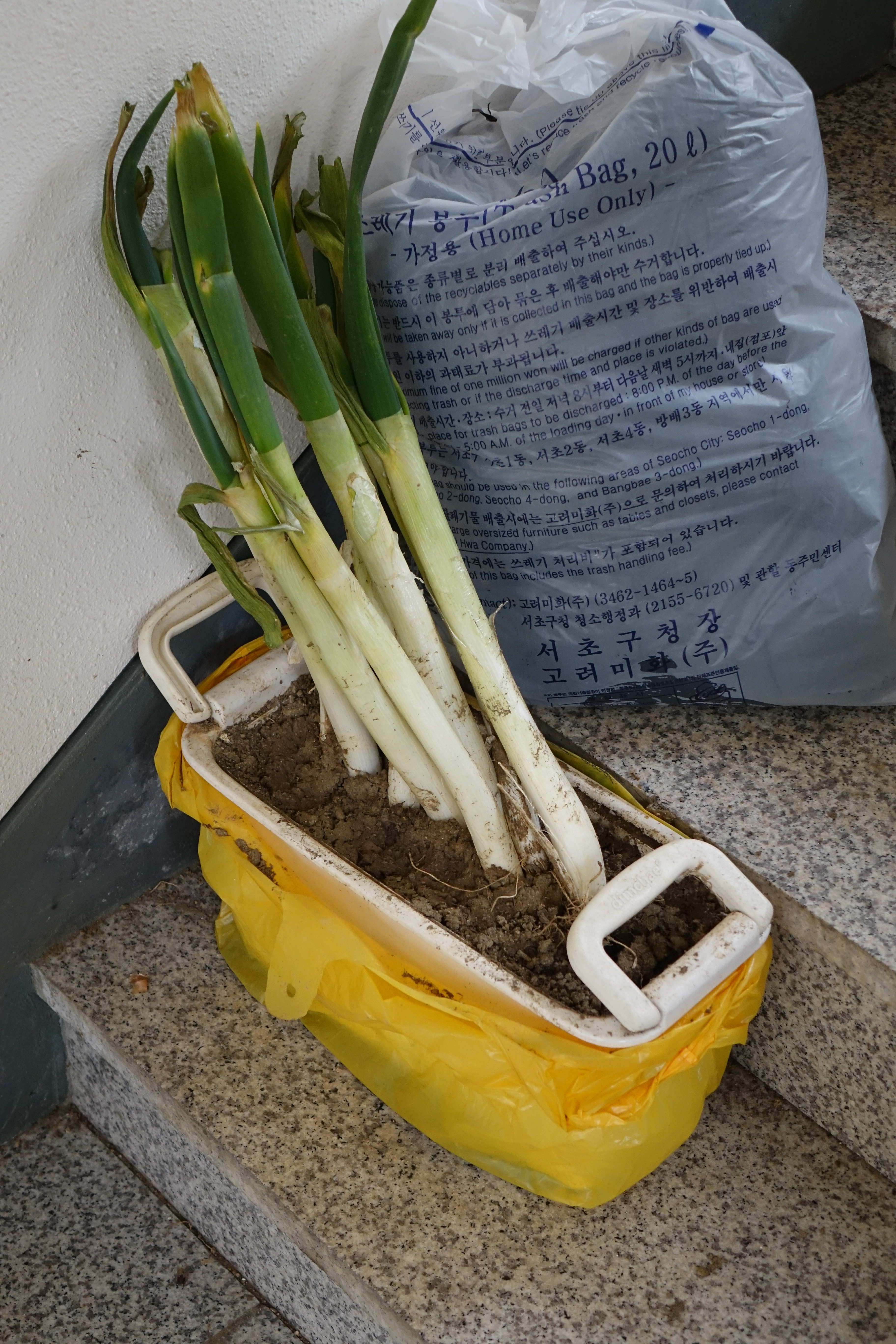
간이 재배

## 같이 보기
- 골파
- 쪽파
- 양파
- 마늘

## 참고 문헌
- 《우리가 정말 알아야 할 우리 음식 백가지》, (한복려) 현암사. 1998
- 《우리가 정말 알아야 할 우리 김치 백가지》, (한복려) 현암사. 1999
- 이 문서에는 다음커뮤니케이션(현 카카오)에서 GFDL 또는 CC-SA 라이선스로 배포한 글로벌 세계대백과사전의 내용을 기초로 작성된 글이 포함되어 있습니다.